# Amelie M'a Dit
«Amelie M'a Dit» («Amelie Me Dijo»), es el octavo sencillo de la cantante francesa Alizée Y fue desprendido de su álbum Alizée en concert.
La canción fue escrita por Mylène Farmer y compuesta por Laurent Boutonnat.

## Letra y música
La canción como la mayoría de los temas Fue compuesto por Mylène Farmer Y Laurent Boutonnat. 
La música fue compuesta íntegramente por Laurent Boutonnat.

## Video
El video de esta canción se desprende de su DVD Alizée en concert Y muestra un pequeño resumen de las mejores escenas del concierto
ver Alizée Amelie M'a Dit (Video Oficial).

## Curiosidades
La Canción fue basada en la película francesa Amélie.
Cuenta con una versión en inglés, la cual está incluida en el álbum Mes courants électriques y en la pista # 4.